# Hossam Hassan (football, 1966)
Cet article concerne le footballeur égyptien né en 1966. Pour le footballeur égyptien né en 1989, voir Hossam Hassan (football, 1989).
Hossam Hassan (en arabe : حسام حسن) (né le 10 août 1966 au Caire) est un footballeur international égyptien. Il est actuellement entraîneur, et a officié dans de nombreuses équipes égyptiennes.

## Biographie
Hossam Hassan est considéré comme l'un des meilleurs joueurs égyptiens de l'histoire. Il détenait le record du nombre d'apparitions en maillot national égyptien (176 matches) avant qu'Ahmed Hassan ne le dépasse. Toutefois, il conserve encore le record de nombre de buts inscrits sous cette tunique (176 sélections, 69 buts). 
Son frère jumeau, Ibrahim, compte lui aussi plus de 100 sélections avec l'Égypte. 
Il remporte en février 2006 sa troisième Coupe d'Afrique des nations, à 39 ans.
Hossam a été sélectionné dans la Mandela Team face à l'équipe FIFA en 1999, et Ibrahim l'a quant à lui été en 2000 avec l'équipe FIFA cette fois.
Le 25 juin 2013, Hossam Hassan est nommé entraîneur de l'équipe de Jordanie.
En Octobre 2020, il devient entraîneur du Al Ittihad Alexandrie.
En février 2024, il succède à Rui Vitória au poste de sélectionneur de l'Égypte. Il a pour adjoint son frère Ibrahim.

## Carrière
- 1983-1990 : Al Ahly Le Caire  Égypte
- 1991 : PAOK Salonique  Grèce
- 1991-1992 : Neuchâtel Xamax  Suisse
- 1992-2000 : Al Ahly Le Caire  Égypte
- 2000 : Al Aïn  Émirats arabes unis
- 2000-2004 : Zamalek  Égypte
- 2004-2006 : Al-Masry  Égypte
- 2006-2007 : Al Tersana  Égypte
- 2007-2008 : Ittihad Alexandrie  Égypte

## Palmarès
Al Ahly 
- Champion d'Égypte en 1985, 1986, 1987, 1989, 1994, 1995, 1996, 1997, 1998, 1999 et 2000
- Vainqueur de la Coupe d'Égypte : 1985, 1989, 1993 et 1996
- Vainqueur de la Ligues des champions africaines en 1987
- Vainqueur de la Coupes des coupes africaines en 1984, 1985, 1986 et 1993
- Vainqueur de la Ligue des champions arabes en 1996
- Vainqueur de la Coupe des coupes arabes en 1994
- Vainqueur de la Supercoupe arabe en 1997 et 1998
- Vainqueur de la Coupe afro-asiatique de football en 1988

Zamalek 
- Champion d'Égypte en 2001, 2003 et 2004
- Vainqueur de la Coupe d'Égypte en 2002
- Vainqueur de la Supercoupe d'Égypte en 2001 et 2002
- Vainqueur de la Ligues des champions africaines en 2002
- Vainqueur de la Supercoupe d'Afrique en 2002
- Vainqueur de la Ligue des champions arabes en 2003

Égypte 
- Champion d'Afrique des nations en 1986, 1998 et 2006
- Champion arabe des nations en 1992
- Vainqueur des Jeux panarabes en 2007
- Participation à la Coupe du monde en 1990
- Participation à la Coupe des confédérations en 1999
- Finaliste de la Coupe Afro-asiatique des Nations en 1987 et 2007

Al Ain  Émirats arabes unis
- Champion des Émirats arabes unis

## Distinctions personnelles
- Meilleur buteur de la Coupe d'Afrique des nations en 1998
- Élu meilleur attaquant de la Coupe d'Afrique des nations en 1998